# Стодневные бои
Стодневные бои происходили в условиях Гражданской войны в августе-ноябре 1918 года. Грозный, который защищали рабочие отряды под командованием Николая Гикало, пытались взять отряды терских казаков под руководством Георгия Бичерахова. Помощь грозненскому пролетариату в снабжении боеприпасами, продовольствием и охране тыла обеспечивала Чеченская Красная армия под командованием Асланбека Шерипова. В конце сентября на помощь защитникам города подошли отряды красных казаков под руководством Александра Дьякова. Совместными усилиями нападение бичераховцев было отбито.

## Ход событий
11 августа 1918 года войска терских казаков численностью до 12 тысяч человек под командованием социал-демократа Георгия Бичерахова предприняли попытку захватить город Грозный, центр советской власти в Терской области. Гарнизону города удалось отразить нападение казаков, но Грозный оказался в осаде. Для обороны города большевикам удалось собрать отряд численностью до 3 тысяч человек, состоявший из солдат гарнизона города, горцев окрестных аулов и беднейшего казачества. Руководство над этими силами принял на себя молодой командующий городским гарнизоном, прошедший фронты Первой мировой войны и имевший Георгиевский крест Н. Ф. Гикало. Началась продолжительная упорная борьба за Грозный. Большую поддержку красным оказал чеченский Народный Совет в ауле Гойты под руководством Таштемира Эльдарханова, сформировавший Чеченскую Красную армию.
Грозненские рабочие на своих заводах создали бронепоезд собственной конструкции, делали гранаты и корпуса для снарядов, вырабатывали бензин и керосин для рабочих отрядов и жителей города.
В конце сентября на помощь защитникам города были направлены Серго Орджоникидзе и военный комиссар Северо-Кавказской Советской Республики М. К. Левандовский. При их действенном участии были созданы отряды красных казаков и иногородних под названием «Советские войска Сунженской линии» общей численностью до 7 тысяч человек под командованием А. З. Дьякова. В их состав входили также две чеченские сотни и 120 осетин. С октября эти силы начали наносить удары по осаждающим с тыла. 12 ноября 1918 года одновременным ударом осаждённых из города и красных казаков Дьякова сопротивление казаков было сломлено и осада Грозного, длившаяся более трёх месяцев, была снята.
После окончания боёв состоялись митинг, а затем совместный парад частей Сунженской казачьей Красной Армии и Чеченской Красной армии. Орджоникидзе телеграфировал Ленину о победе и состоявшихся по этому поводу торжествах. Город Грозный в связи с данными событиями впоследствии был награждён орденом Красного Знамени и Почётным революционным Красным знаменем ВЦИК.

## Память
Впоследствии одна из центральных улиц Грозного (Граничная) в 1920 году была переименована в улицу 11 августа (1918 года) (дата начала Стодневных боёв). В 1960 году улица в честь победы в Стодневных боях была переименована в проспект Победы.
В память Стодневных боёв одна из центральных улиц города Грозного Михайловская была переименована в улицу Красных Фронтовиков.
Грозненская типография была названа «Типографией имени 11 августа 1918 года» (впоследствии была переименована в типографию имени Заболотного).
В 1924 году был открыт Памятник на братской могиле у дворца культуры железнодорожников.
В 1954 году был открыт Обелиск героям Гражданской войны (находится на улице Абдаллы ΙΙ Бен Аль-Хусейна).
В 1958 году был выпущен нагрудный знак «Стодневные бои в Грозном. 40 лет».
В 1958 году была открыта Братская могила красноармейцев, павших во время Стодневных боёв. Мемориальный комплекс сильно пострадал в годы Первой чеченской войны.
30 апреля 1973 года в сквере Маяковского была установлена стела в форме знамени, как памятник борцам за Советскую власть.
Стодневные бои являются частью сюжета фильма «Приходи свободным» (1984).

Памятники в Грозном
Обелиск героям Гражданской войны в Грозном
Горельеф, установленный на обелиске
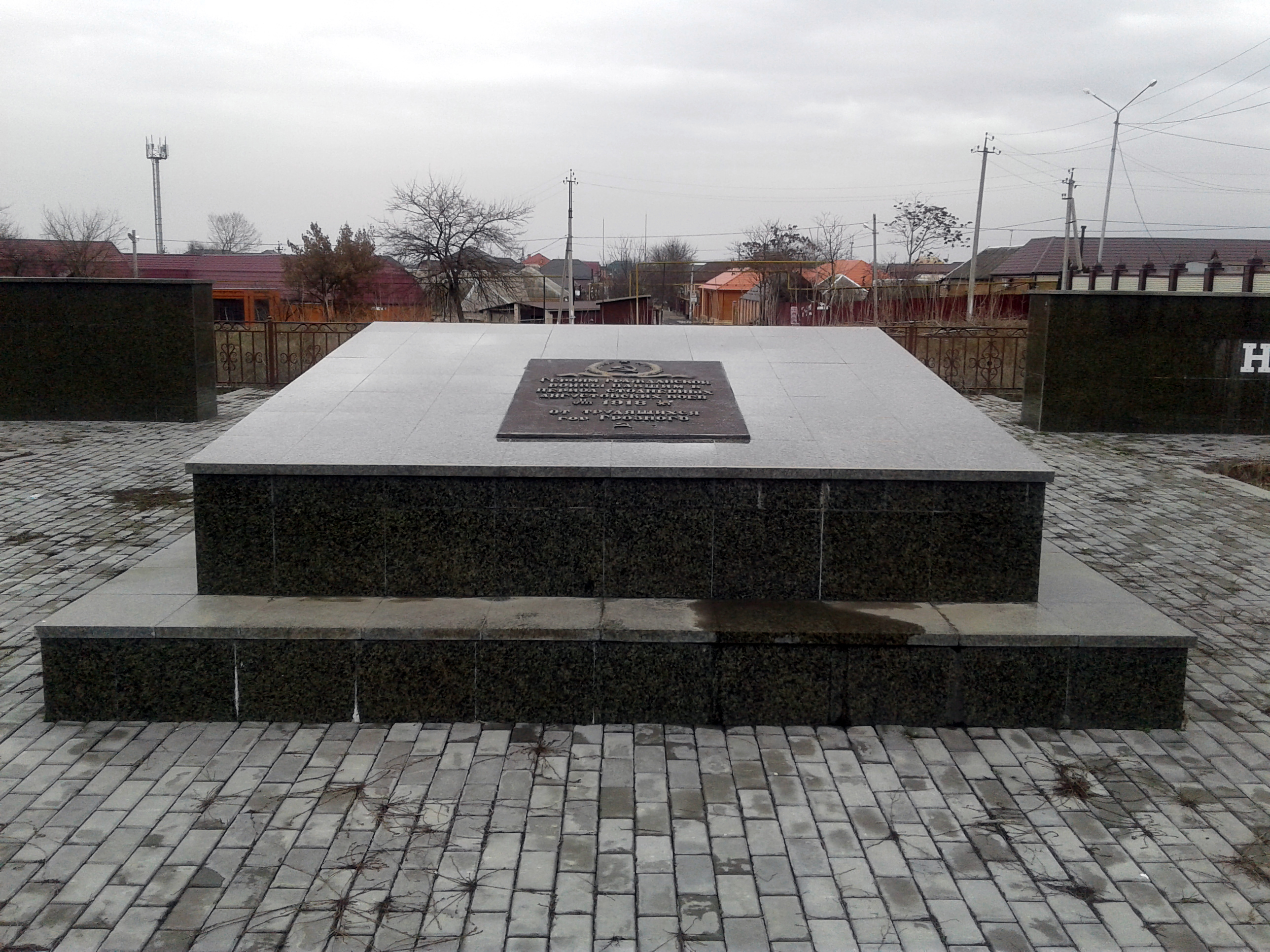
Братская могила красноармейцев, павших во время Стодневных боёв в Грозном
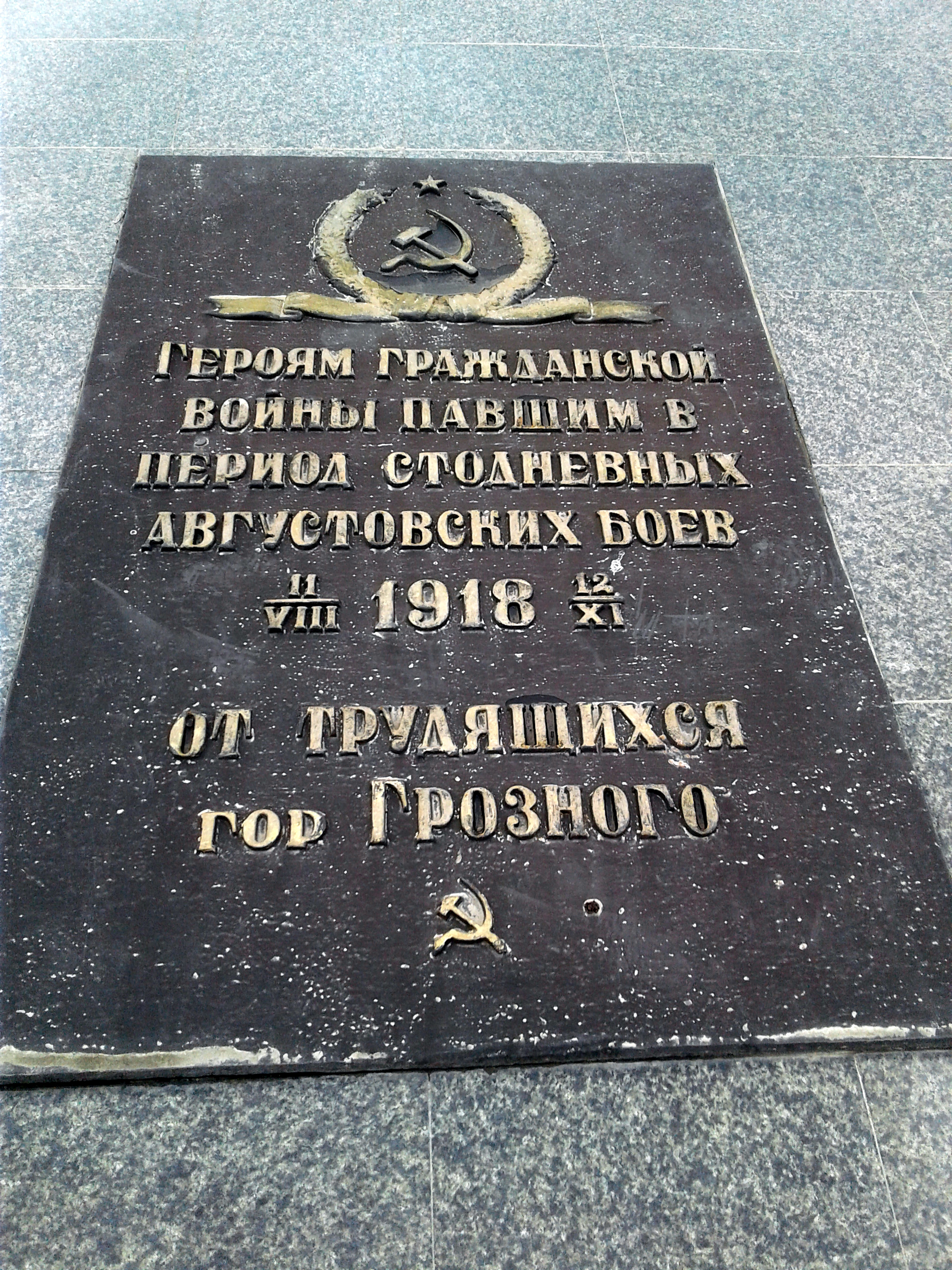
Плита на Братской могиле
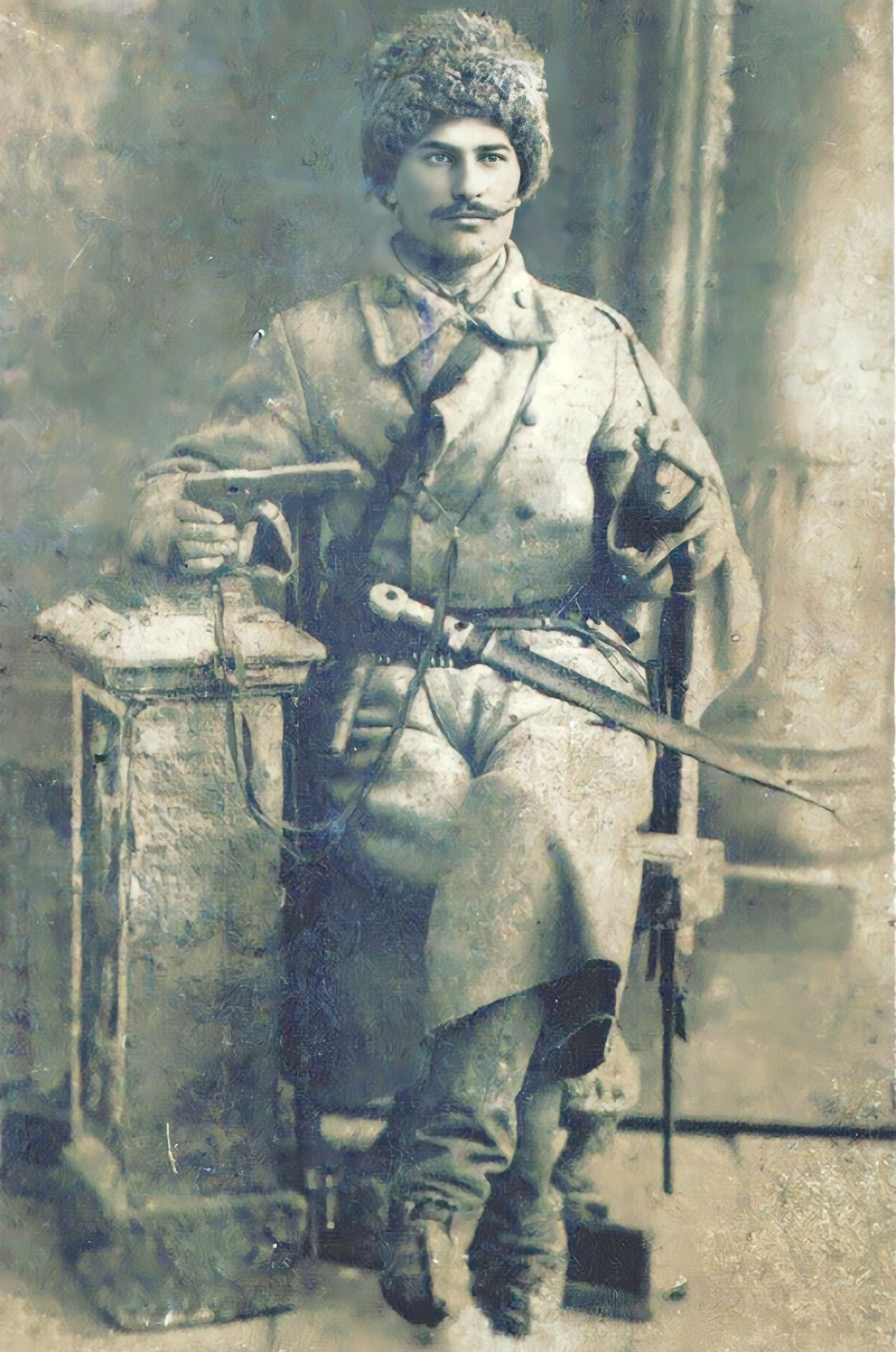
М. Шатаев участник боёв, 1918 год